# AFC North
AFC North je divize American Football Conference (AFC, Americké fotbalové konference) National Football League (NFL, Národní fotbalové ligy). Byla vytvořena jako Century Division v roce 1967, kdy se NFL rozdělila na čtyři divize. Po sloučení AFL a NFL v roce 1970 se z ní stala AFC Central. Své aktuální jméno přijala v roce 2002, kdy se liga rozšířila na 32 týmů. 
AFC North má v současné době čtyři členy: Baltimore Ravens, Cincinnati Bengals, Cleveland Browns a Pittsburgh Steelers. Původně byli čtvrtým týmem AFC Central Houston Oilers (nynější Tennessee Titans). Od roku 1967 jsou Steelers jediným stálým týmem v divizi, protože ostatní týmy změnily příslušnost a Browns byli mezi roky 1996 – 1998 „deaktivováni“.  
AFC North je jedinou divizí v AFC, která neobsahuje zakládající tým původní AFL. Ačkoliv Bengals doplňují řady AFL v roce 1968, je to jen součást dohody mezi NFL a AFL, a majitel Bengals Paul Brown není zastáncem AFL.
Tři týmy mají vzájemně propojenou historii: Browns v roce 1946 i Bengals v roce 1968 zakládá stejný člověk, Paul Brown, zatímco Browns a Ravens mají vlastní unikátní vztah. Pouze Steelers, kteří jsou starší než původní Browns, nemají k Paulu Brownovi vztah, ale i tak je divize nazývána „Divizí Paula Browna“.

## Historie

### 60. léta
Všechny tři tituly získávají Browns, nicméně St. Louis Cardinals jsou důstojnými protivníky. Browns se v letech 1968 a 1969 dostávají až do finále NFL, ale obě utkání jednoznačně prohrávají. New York Giants a New Orleans Saints si každý rok mění příslušnost mezi touto divizí a Capitol Division. 

### 70. léta
V roce 1970 se divize stěhuje pod AFC i s Browns a Steelers, a je přejmenována AFC Central, zatímco ostatní tři týmy NFL Century zůstávají v NFC. Giants a Cardinals jsou umístěni do NFL Capitol (která se nyní jmenuje NFC East), zatímco Saints putují do NFL Coastal Division (nyní NFC West). Cardinals po přestěhování do Arizony hrají NFC West, Saints NFC South.
Ačkoliv první divizní titul získávají Bengals, sedmdesátým letům dominují Steelers, včetně vítězství ve čtyřech Super Bowlech.

### 80. léta
V roce 1980 Cleveland ukončuje šestiletou nadvládu Steelers, ale ve druhém kole play-off prohrává s Oakland Raiders 12-14. Během této dekády pouze Bengals reprezentují divizi v Super Bowlu, ale v letech 1981 i 1988 prohrávají se stejným soupeřem, San Francisco 49ers.

### 90. léta
Steelers se od roku 1992 znovu stávají dominantním týmem a pětkrát během šesti let získávají divizní titul, včetně prohraného Super Bowlu XXX s Dallas Cowboys v roce 1995.
V roce 1992 se Oilers podílí na jednom z nejslavnějších zápasů v historii NFL. Ve hře známé jako „The Comeback“ likvidují ztrátu 32 bodů proti Buffalo Bills, ale prohrávají v prodloužení 38-41. Jedná se o největší dorovnaný deficit v historii NFL.
Roku 1995 doplňují řady AFC Central Jacksonville Jaguars, což je první změna v divizi od jejího založení. O rok později stěhuje Art Modell Browns z Clevelandu do Baltimore a Ravens nahrazují Browns. V roce 1997 se Oilers stěhují do Tennessee, ale zůstávají ve své divizi (o dva roky později mění název na Titans). Poslední změnou je návrat Cleveland Browns v roce 1999, takže během let 1999 – 2001 má AFC Central šest stálých členů.
Kromě již zmíněné účasti Steelers v Super Bowlu XXX byli jediným dalším týmem v Super Bowlu Titans v roce 1999, kteří zůstali jediný yard od touchdownu a prodloužení. St. Louis Rams vedení Kurtem Warnerem vítězí 16-23. 

### Nové století
Dekáda začíná ke zděšení fanoušků Browns vítězstvím Ravens v Super Bowlu XXXV. Obrana týmu vedená linebackerem Rayem Lewisem je jednou z nejlepších v historii hry.
V roce 2002 se NFL přeskupuje do osmi divizí po čtyřech týmech a z AFC Central se stává AFC North, Jaguars a Titans jsou přemístěni do nově vzniklé AFC South. V tomto desetiletí získávají Steelers divizní titul čtyřikrát, Ravens a Bengals dvakrát. Přestože v roce 2005 končí Steelers na druhém místě divize za Bengals, stávají se šampiony Super Bowlu jako první tým v historii, který je do play-off nasazen až ze šesté pozice. V roce 2008 obhajují divizní titul, poprvé v historii nové divize a na konci sezóny rovněž získávají rekordní šestý Super Bowl.

## Složení divize
1967 - Východní konference je rozdělena divize Capitol a Century.
- Cleveland Browns
- New York Giants
- Pittsburgh Steelers
- St. Louis Cardinals

1968 – Giants a Saints poprvé mění divize.
- Cleveland Browns
- New Orleans Saints
- Pittsburgh Steelers
- St. Louis Cardinals

1969 - Giants a Saints podruhé mění divize.
- Cleveland Browns
- New York Giants
- Pittsburgh Steelers
- St. Louis Cardinals

1970 - 1994 - New York Giants a St. Louis se stěhují do Capitol Division (přejmenované na NFC East), Century Division mění název na AFC Central. Z AFL přibývají Bengals a Oilers.
- Cincinnati Bengals
- Cleveland Browns
- Houston Oilers
- Pittsburgh Steelers

1995 – Objevuje se nový tým Jacksonville Jaguars.
- Cincinnati Bengals
- Cleveland Browns
- Houston Oilers
- Jacksonville Jaguars
- Pittsburgh Steelers

1996 – Cleveland Browns jsou „deaktivováni“, licence, hráči, vybavení atd. přechází na Baltimore Ravens.
- Baltimore Ravens
- Cincinnati Bengals
- Houston Oilers
- Jacksonville Jaguars
- Pittsburgh Steelers

1997 - 1998 – Oilers se stěhují do Memphisu a mění název na Tennessee Oilers.
- Baltimore Ravens
- Cincinnati Bengals
- Jacksonville Jaguars
- Pittsburgh Steelers
- Tennessee Oilers

1999 - 2001 – Tennessee Oilers se stěhují do Nashvillu a přejmenovávají se na Tennessee Titans, Cleveland Browns jsou reaktivováni.
- Baltimore Ravens
- Cincinnati Bengals
- Cleveland Browns
- Jacksonville Jaguars
- Pittsburgh Steelers
- Tennessee Titans

2002 - současnost – Jaguars a Titans odchází do AFC South, AFC Central se mění na AFC North.
- Baltimore Ravens
- Cincinnati Bengals
- Cleveland Browns
- Pittsburgh Steelers

## Rivality
Přestože mezi všemi kluby panuje rivalita, existují hlavní čtyři: „Bitva o Ohio“ mezi Browns a Bengals, a Pittsburgh versus ostatní tři týmy. Ravens, Bengals i Browns označují Steelers za svého největšího rivala, naproti tomu oni sami tak označují pouze Ravens. Ravens díky relativně krátké historii berou Browns a Bengals jako čistě divizní rivaly. Browns nemají Ravens rádi od Modellova přesunu, ale v pořadí nepřátelství jsou až na třetím místě za Steelers a Bengals. Bengals rovněž pohlíží na Ravens jako běžného divizního rivala.

## Šampióni divize
| Sezóna               | Tým                  | Bilance | Výsledek v play-off                  |
| -------------------- | -------------------- | ------- | ------------------------------------ |
| NFL Century Division |                      |         |                                      |
| 1967                 | Cleveland Browns     | 9-5-0   | Porážka v NFL Divisional Play-off    |
| 1968                 | Cleveland Browns     | 10-4-0  | Porážka v NFL Championship           |
| 1969                 | Cleveland Browns     | 10-3-1  | Porážka v NFL Championship           |
| AFC Central          |                      |         |                                      |
| 1970                 | Cincinnati Bengals   | 8-6-0   | Porážka v AFC Divisional Play-off    |
| 1971                 | Cleveland Browns     | 9-5-0   | Porážka v AFC Divisional Play-off    |
| 1972                 | Pittsburgh Steelers  | 11-3-0  | Porážka v AFC Championship Game      |
| 1973                 | Cincinnati Bengals   | 10-4-0  | Porážka v AFC Divisional Play-off    |
| 1974                 | Pittsburgh Steelers  | 10-3-1  | Vítězství v Super Bowlu IX           |
| 1975                 | Pittsburgh Steelers  | 12-2-0  | Vítězství v Super Bowlu X            |
| 1976                 | Pittsburgh Steelers  | 10-4-0  | Porážka v AFC Championship Game      |
| 1977                 | Pittsburgh Steelers  | 9-5-0   | Porážka v AFC Divisional Play-off    |
| 1978                 | Pittsburgh Steelers  | 14-2-0  | Vítězství v Super Bowlu XIII         |
| 1979                 | Pittsburgh Steelers  | 12-4-0  | Vítězství v Super Bowlu XIV          |
| 1980                 | Cleveland Browns     | 11-5-0  | Porážka v AFC Divisional Play-off    |
| 1981                 | Cincinnati Bengals   | 12-4-0  | Porážka v Super Bowlu XVI            |
| 1982+                | Cincinnati Bengals   | 7-2-0   | Porážka v AFC First Round            |
| 1983                 | Pittsburgh Steelers  | 10-6-0  | Porážka v AFC Divisional Play-off    |
| 1984                 | Pittsburgh Steelers  | 9-7-0   | Porážka v AFC Championship Game      |
| 1985                 | Cleveland Browns     | 8-8-0   | Porážka v AFC Divisional Play-off    |
| 1986                 | Cleveland Browns     | 12-4-0  | Porážka v AFC Championship Game      |
| 1987                 | Cleveland Browns     | 10-5-0  | Porážka v AFC Championship Game      |
| 1988                 | Cincinnati Bengals   | 12-4-0  | Porážka v Super Bowlu XXIII          |
| 1989                 | Cleveland Browns     | 9-6-1   | Porážka v AFC Championship Game      |
| 1990                 | Cincinnati Bengals   | 9-7-0   | Porážka v Divisional Play-off        |
| 1991                 | Houston Oilers       | 11-5-0  | Porážka v AFC Divisional Play-off    |
| 1992                 | Pittsburgh Steelers  | 11-5-0  | Porážka v AFC Divisional Play-off    |
| 1993                 | Houston Oilers       | 12-4-0  | Porážka v AFC Divisional Play-off    |
| 1994                 | Pittsburgh Steelers  | 12-4-0  | Porážka v AFC Championship Game      |
| 1995                 | Pittsburgh Steelers  | 11-5-0  | Porážka v Super Bowlu XXX            |
| 1996                 | Pittsburgh Steelers  | 10-6-0  | Porážka v AFC Divisional Play-off    |
| 1997                 | Pittsburgh Steelers  | 11-5-0  | Porážka v AFC Championship Game      |
| 1998                 | Jacksonville Jaguars | 11-5-0  | Porážka v AFC Divisional Play-off    |
| 1999                 | Jacksonville Jaguars | 14-2-0  | Porážka v AFC Championship Game ++   |
| 2000                 | Tennessee Titans     | 13-3-0  | Porážka v AFC Divisional Play-off ++ |
| 2001                 | Pittsburgh Steelers  | 13-3-0  | Porážka v AFC Championship Game      |
| AFC North            |                      |         |                                      |
| 2002                 | Pittsburgh Steelers  | 10-5-1  | Porážka v AFC Divisional Play-off    |
| 2003                 | Baltimore Ravens     | 10-6-0  | Porážka v AFC Wild Card Play-off     |
| 2004                 | Pittsburgh Steelers  | 15-1-0  | Porážka v AFC Championship Game      |
| 2005                 | Cincinnati Bengals   | 11-5-0  | Porážka v AFC Wild Card Play-off ++  |
| 2006                 | Baltimore Ravens     | 13-3-0  | Porážka v AFC Divisional Play-off    |
| 2007                 | Pittsburgh Steelers  | 10-6-0  | Porážka v AFC Wild Card Play-off     |
| 2008                 | Pittsburgh Steelers  | 12-4-0  | Vítězství v Super Bowlu XLIII        |
| 2009                 | Cincinnati Bengals   | 10-6-0  | Porážka v AFC Wild Card Play-off     |
| 2010                 | Pittsburgh Steelers  | 12-4-0  | Porážka v Super Bowlu XLV            |
| 2011                 | Baltimore Ravens     | 12-4-0  | Porážka v AFC Championship Game      |
| 2012                 | Baltimore Ravens     | 10-6-0  | Vítězství v Super Bowlu XLVII        |
| 2013                 | Cincinnati Bengals   | 11-5-0  | Porážka v AFC Wild Card Play-off     |
| 2014                 | Pittsburgh Steelers  | 11-5-0  | Porážka v AFC Wild Card Play-off ++  |
| 2015                 | Cincinnati Bengals   | 12-4-0  | Porážka v AFC Wild Card Play-off ++  |
| 2016                 | Pittsburgh Steelers  | 11-5-0  | Porážka v AFC Championship Game      |
| 2017                 | Pittsburgh Steelers  | 13-3-0  | Porážka v AFC Divisional Play-off ++ |
| 2018                 | Baltimore Ravens     | 10-6-0  | Porážka v AFC Wild Card Play-off     |
| 2019                 | Baltimore Ravens     | 14-2-0  | Porážka v AFC Divisional Play-off    |
| 2020                 | Pittsburgh Steelers  | 12-4-0  | Porážka v AFC Wild Card Play-off     |

+ Stávka hráčů zredukovala sezónu na 9 zápasů, z toho důvodu vedení ligy zorganizovalo speciální „turnaj“ pouze pro tento rok. Pořadí v divizi nebylo formálně uznáno, i když každá divize musela vyslat alespoň jeden tým do play-off. 
++ Porážka s jiným týmem z divize AFC Central/AFC North.

## Divoká karta
| Sezóna      | Tým                                    | Bilance       | Výsledek v play-off                                                   |
| ----------- | -------------------------------------- | ------------- | --------------------------------------------------------------------- |
| AFC Central |                                        |               |                                                                       |
| 1972        | Cleveland Browns                       | 10-4-0        | Porážka v AFC Divisional Play-off                                     |
| 1973        | Pittsburgh Steelers                    | 10-4-0        | Porážka v AFC Divisional Play-off                                     |
| 1975        | Cincinnati Bengals                     | 11-3-0        | Porážka v AFC Divisional Play-off                                     |
| 1978        | Houston Oilers                         | 10-6-0        | Porážka v AFC Championship Game ++                                    |
| 1979        | Houston Oilers                         | 11-5-0        | Porážka v AFC Championship Game ++                                    |
| 1980        | Houston Oilers                         | 11-5-0        | Porážka v AFC Wild Card Play-off                                      |
| 1982+       | Pittsburgh Steelers Cleveland Browns   | 6-3-0 4-5-0   | Porážka v AFC First Round                                             |
| 1987        | Houston Oilers                         | 9-6-0         | Porážka v AFC Divisional Play-off                                     |
| 1988        | Cleveland Browns Houston Oilers        | 10-6-0        | Porážka v AFC Wild Card Play-off ++ Porážka v AFC Divisional Play-off |
| 1989        | Houston Oilers Pittsburgh Steelers     | 9-7-0         | Porážka v AFC Wild Card Play-off ++ Porážka v AFC Divisional Play-off |
| 1990        | Houston Oilers                         | 9-7-0         | Porážka v AFC Wild Card Play-off ++                                   |
| 1992        | Houston Oilers                         | 10-6-0        | Porážka v AFC Wild Card Play-off                                      |
| 1993        | Pittsburgh Steelers                    | 9-7-0         | Porážka v AFC Wild Card Play-off                                      |
| 1994        | Cleveland Browns                       | 11-5-0        | Porážka v AFC Divisional Play-off ++                                  |
| 1996        | Jacksonville Jaguars                   | 9-7-0         | Porážka v AFC Championship Game                                       |
| 1997        | Jacksonville Jaguars                   | 11-5-0        | Porážka v AFC Wild Card Play-off                                      |
| 1999        | Tennessee Titans                       | 13-3-0        | Porážka v Super Bowlu XXXIV                                           |
| 2000        | Baltimore Ravens                       | 12-4-0        | Vítězství v Super Bowlu XXXV                                          |
| 2001        | Baltimore Ravens                       | 10-6-0        | Porážka v AFC Divisional Play-off ++                                  |
| AFC North   |                                        |               |                                                                       |
| 2002        | Cleveland Browns                       | 9-7-0         | Porážka v AFC Wild Card Play-off ++                                   |
| 2005        | Pittsburgh Steelers                    | 11-5-0        | Vítězství v Super Bowlu XL                                            |
| 2008        | Baltimore Ravens                       | 11-5-0        | Porážka v AFC Championship Game ++                                    |
| 2009        | Baltimore Ravens                       | 9-7-0         | Porážka v AFC Divisional Play-off                                     |
| 2010        | Baltimore Ravens                       | 12-4-0        | Porážka v AFC Divisional Play-off ++                                  |
| 2011        | Pittsburgh Steelers Cincinnati Bengals | 12-4-0 9-7-0  | Porážka v AFC Wild Card Play-off                                      |
| 2012        | Cincinnati Bengals                     | 10-6-0        | Porážka v AFC Wild Card Play-off                                      |
| 2014        | Cincinnati Bengals Baltimore Ravens    | 10-5-1 10-6-0 | Porážka v AFC Wild Card Play-off Porážka v AFC Divisional Play-off    |
| 2015        | Pittsburgh Steelers                    | 10-6-0        | Porážka v AFC Divisional Play-off                                     |
| 2020        | Baltimore Ravens                       | 11-5-0        | Porážka v AFC Divisional Play-off                                     |
| 2020        | Cleevland Browns                       | 11-5-0        | Porážka v AFC Divisional Play-off                                     |

++ Porážka s jiným týmem z divize AFC Central/AFC North.

## Celkem v play-off
| Tým                                       | Divizní šampión | Účast v play-off | Šampion konference | Vítězství v Super Bowlu |
| ----------------------------------------- | --------------- | ---------------- | ------------------ | ----------------------- |
| Pittsburgh Steelers                       | 24              | 32               | 8                  | 6                       |
| Cleveland Browns                          | 6               | 15               | 0                  | 0                       |
| Cincinnati Bengals                        | 10              | 14               | 2                  | 0                       |
| Baltimore Ravens                          | 6               | 13               | 2                  | 2                       |
| Houston/Tennessee Oilers/Tennessee Titans | 3               | 12               | 1                  | 0                       |
| Jacksonville Jaguars                      | 2               | 4                | 0                  | 0                       |